# Polyura nepenthes
Polyura nepenthes är en fjärilsart som beskrevs av Grose-smith 1883. Polyura nepenthes ingår i släktet Polyura och familjen praktfjärilar. Inga underarter finns listade i Catalogue of Life.